# 지주학
지주학(池珠鶴, 1970년 2월 17일, 경상북도 울진군 ~ )은 대한민국의 제6대 부산광역시 해운대구의원이었다.

## 학력
- 창원기능대학 환경관리학과 졸업

## 경력
- 화물연대 해운대지회 부지회장
- 전국 운수산업노동조합 대의원
- 동해남부선 폐선부지 시민공원조성 특별위원회 간사
- 민주노동당 부산시당 무상교육무상급식 운동본부 공동집행위원장
- 반여2·3동 주민자치위원회 당연직 고문
- 희망제작소 회원
- 사랑의공동모금회 회원
- 해운대구 결산검사대표 위원
- 2010.07 ~ 2014.06 제6대 부산광역시 해운대구의회 의원
- 제6대 부산광역시 해운대구의회 예산결산특별위원 간사
- 제6대 부산광역시 해운대구의회 원자력안전특별위원회 위원

## 역대 선거 결과
|  | 29.45% |

|  | 5.20% |